# Nelly Omar
Nelly Omar (ur. 10 września 1911 w Bonifacio, zm. 20 grudnia 2013 w Buenos Aires) – argentyńska piosenkarka i aktorka.

## Wczesne życie
Jej rodzicami byli Genovese Vattuone i Pesoa Salustiana, miała dziewięcioro rodzeństwa. Od dzieciństwa rodzina uczyła ją śpiewania. Z powodów problemów finansowych rodziny zaczęła występować w przedstawieniach szkolnych i prezentacjach w kinie Palomar Argos. Brała także udział w festiwalu, aby zebrać fundusze dla klubu College. W 1946 roku wydała swój pierwszy album, gdzie nagrała dziewięć piosenek. Przyjaźniła się z pierwszą damą Evą Peron. Była także aktorką.

## Życie osobiste
W 1935 roku wyszła za mąż za Omara Antonia Molina.

## Setne urodziny
10 września 2011 roku uroczyście obchodziła 100 urodziny. W listopadzie obchodziła urodziny w Luna Park na koncercie, gdzie zatańczył dla niej Juan Carlos Kapy. Jest laureatką wielu nagród, a także została ogłoszona honorowym obywatelem miasta Buenos Aires.